# 吉爾摩鎮區 (密歇根州伊莎貝拉縣)
吉爾摩鎮區（英語：Gilmore Township）是位於美國密歇根州伊莎貝拉縣的一個行政鎮區。

## 地方資料
吉爾摩鎮區的面積為93.40平方千米，當中陸地面積為92.60平方千米，而水域面積為0.80平方千米。根據2020年美國人口普查的數據，當地共有人口1314人，而人口密度為每平方千米14.07人。